# Anthony Zee

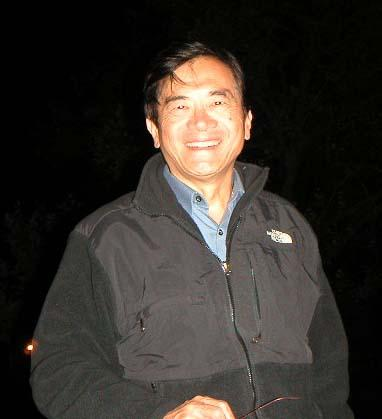
Anthony Zee

Anthony Zee (Kunming, China, 1945) is een Chinees-Amerikaanse natuurkundige, schrijver en professor aan het Kavli Instituut voor theoretische natuurkunde en de natuurkundefaculteit van de Universiteit van Californië in Santa Barbara.

## Boeken
- 2007. Fearful Symmetry: The search for beauty in modern physics (Beangstigende symmetrie: de zoektocht naar schoonheid in de moderne natuurkunde) 2e ed. Princeton University Press. ISBN 978-0691009469. 1986 1e ed. gepubliceerd door Macmillan.